# Kostel svatého Bartoloměje (Herálec)
Kostel svatého Bartoloměje je neogotická stavba, která se nachází v obci Herálec v kraji Vysočina, v okrese Havlíčkův Brod. První zmínky o vzniku původního kostela sahají do 13. století.

## Historie
Založení původního kostela sv. Bartoloměje opata se datuje do první poloviny 13. století, kdy byl kraj osídlen Řádem německých rytířů.

### Lokalita
Herálec byl centrem panství Řádu německých rytířů. Jedna jejich tvrz pravděpodobně stála poblíž kostela. Ten se nacházel v jižní části vsi, kde byl chráněný vodou z rybníka z jedné strany a ze zbylých stran byl kolem roku 1280 ohražen. Tento kostel tehdy poskytoval azyl a ochranu zdejším obyvatelům, nejčastěji to bylo kvůli nepřátelským vojskům, která dobývala zemi. Kostel nechal opevnit nejspíše biskup Tobiáš z Bechyně v letech 1278–1280. K roku 1305 se uvádí i tvrz Herálec, která stála snad na místě dnešního zámku. Postupem času však bylo opevnění kostela zcela odstraněno.

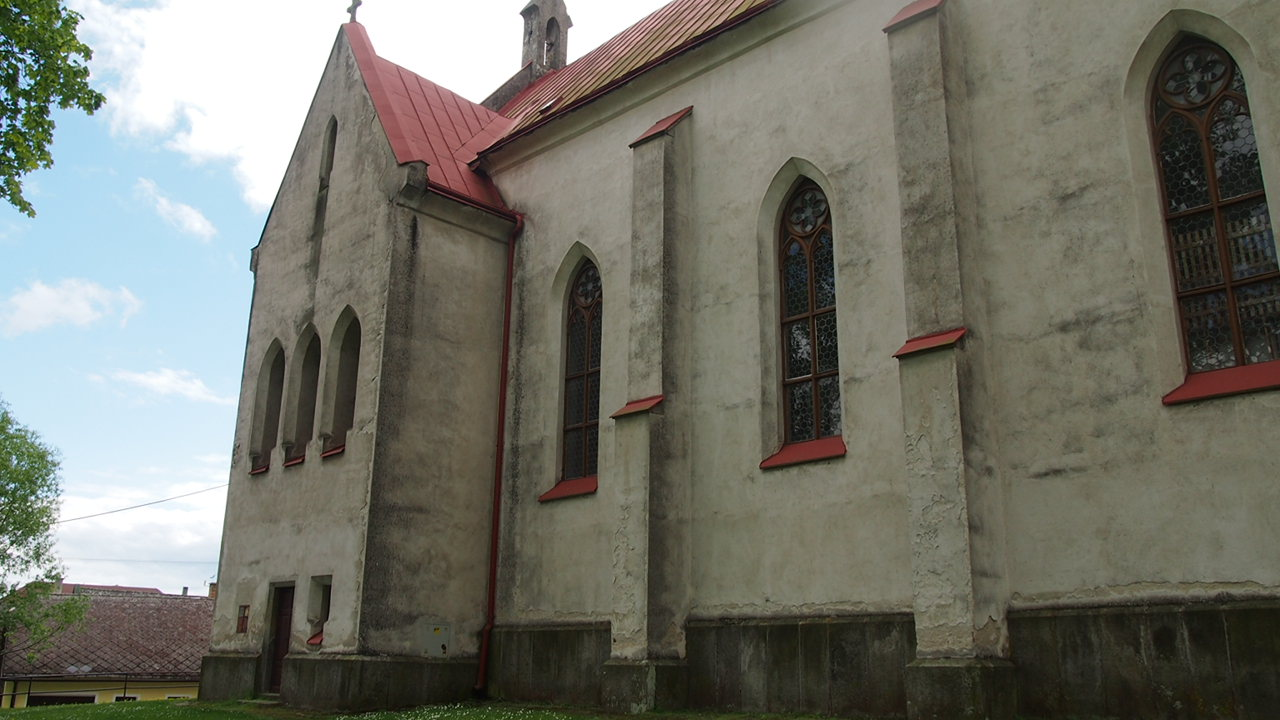
Pohled na severní část kostela

Původní kostel měl obdélníkový půdorys s polygonálním neodstupněným presbytářem. V západním průčelí byla věž, která měla tvar hranolu.

### Požáry
V letech 1643, 1974-79 a 1780 kostel vyhořel, ale vždy byl opraven do původního stavu. Když roku 1873 v kostele vypukl požár, původní objekt se již nepodařilo obnovit a byl stržen. Proto byl na jeho místě v letech 1877 - 1880 postaven kostel nový, který dostal dnešní podobu.

## Architektonický popis
Kostel byl postaven dle návrhu architekta Bedřicha Wachsmanna, který vycházel z původní podoby kostela. Jedná se tedy o pseudogotický jednolodní obdélný objekt s krátkým transeptem, s polygonovým presbytářem na východní straně a hranolovou věží v západním průčelí.
Stropní konstrukce kostela je klenutá křížovou žebrovou klenbou. V části nad presbytářem je strop klenut paprsčitě. Kolem roku 1880 byl interiér vybaven převážně pseudogotickou výzdobou se zbytky zařízení z původního kostela.
Z venkovní části kostela jsou viditelné štíhlé odstupňované opěráky, které jsou součástí obvodového zdiva. Většina má dvě odstupnění, u věže jsou však opěráky zesílené, se třemi stupni, což může být kvůli podloží, neboť u kostela je rybník.
Loď kostela je osvětlena třemi páry oken s kamennými ostěními a čtyřlaločnými kružbami v horní části lomeného oblouku. Část prostoru věže je prosluněna pomocí okna ve tvaru rozety. Hlavní vchod do kostela je řešen jednoduchými obdélnými dřevěnými dveřmi bez zdobeného portálu. Starší portál, vedoucí do transeptu, je v současnosti zazděn. Celková délka kostela je 35 metrů s šířkou 18 metrů.

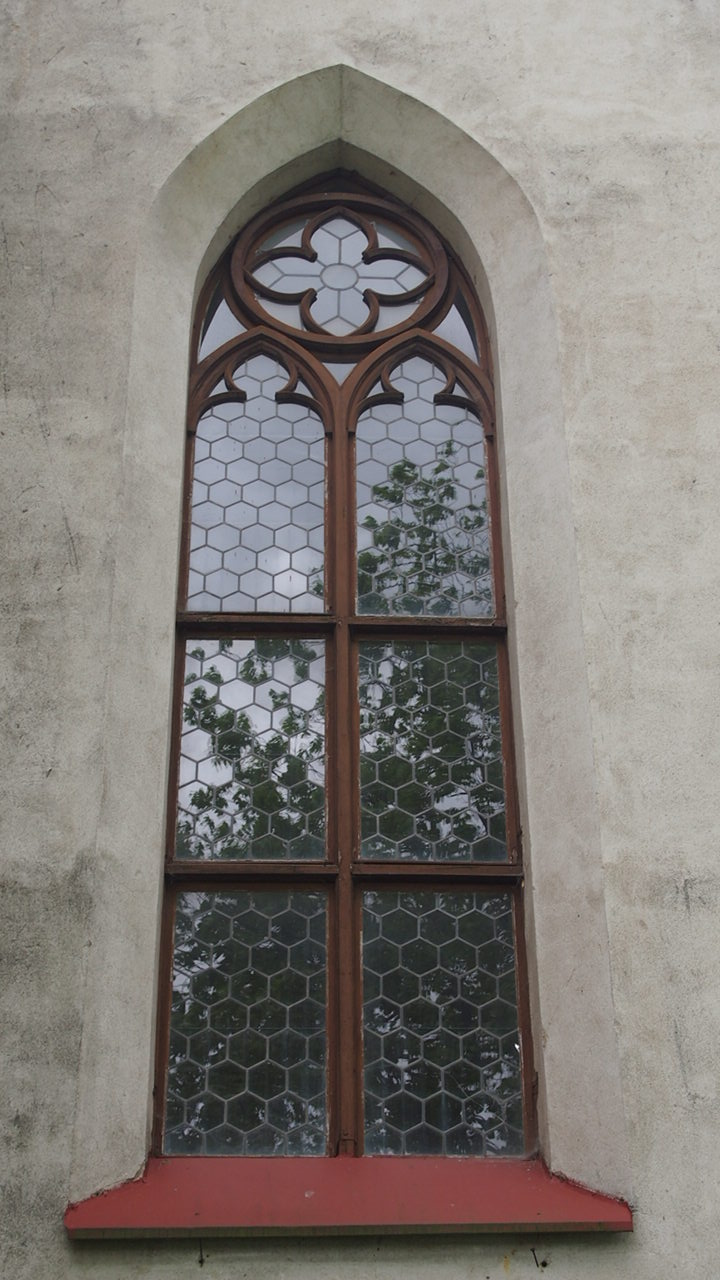
Neogotické okno kostela

### Zastřešení
V současné době je výrazným prvkem kostela červená sedlová střecha z plechu nad hlavní částí lodi. Červené oplechování je však použito i na parapety oken a na střechu věže.

## Vybavení kostela
Hlavní oltář byl vyroben truhlářem K. Votýpkem z Prahy, je zdoben obrazem od A. Lhoty. Po stranách hlavního oltáře jsou barokní sochy sv. Petra a Pavla z počátku 18. století. Na levém bočním oltáři se nachází socha Madony z téže doby. Malíř J. Vysekal namaloval obraz sv. Jana Nepomuckého umístěný na pravém bočním oltáři.
Mezi původní depozitář patří cínová křtitelnice z roku 1645 s reliéfy, na nichž jsou vyobrazeni 4 evangelisté, Narození Páně, Zmrtvýchvstání Krista, Křest Kristův a Nejsvětější Trojice. Toto umělecké dílo má však ještě výrazně renesanční charakter. V současné době se v kostele nacházejí varhany z roku 1882.

## Okolí kostela
V okolí kostela je starý hřbitov z 19. století, kde se nachází řada historicky cenných empírových náhrobků, které na toto místo byly přeneseny pravděpodobně ze zrušeného hřbitova přímo u kostela svatého Bartoloměje. Významný soubor představují také litinové kříže datované do 2. třetiny 19. století. Dalším významným prvkem je socha svatého Floriána před kostelem. Dále se v okolí nachází zámek, který byl roku 1862 přestavěn do podoby novogotické, navržený stejně jako zdejší kostel architektem B. Wachsmannem.

## Fotogalerie

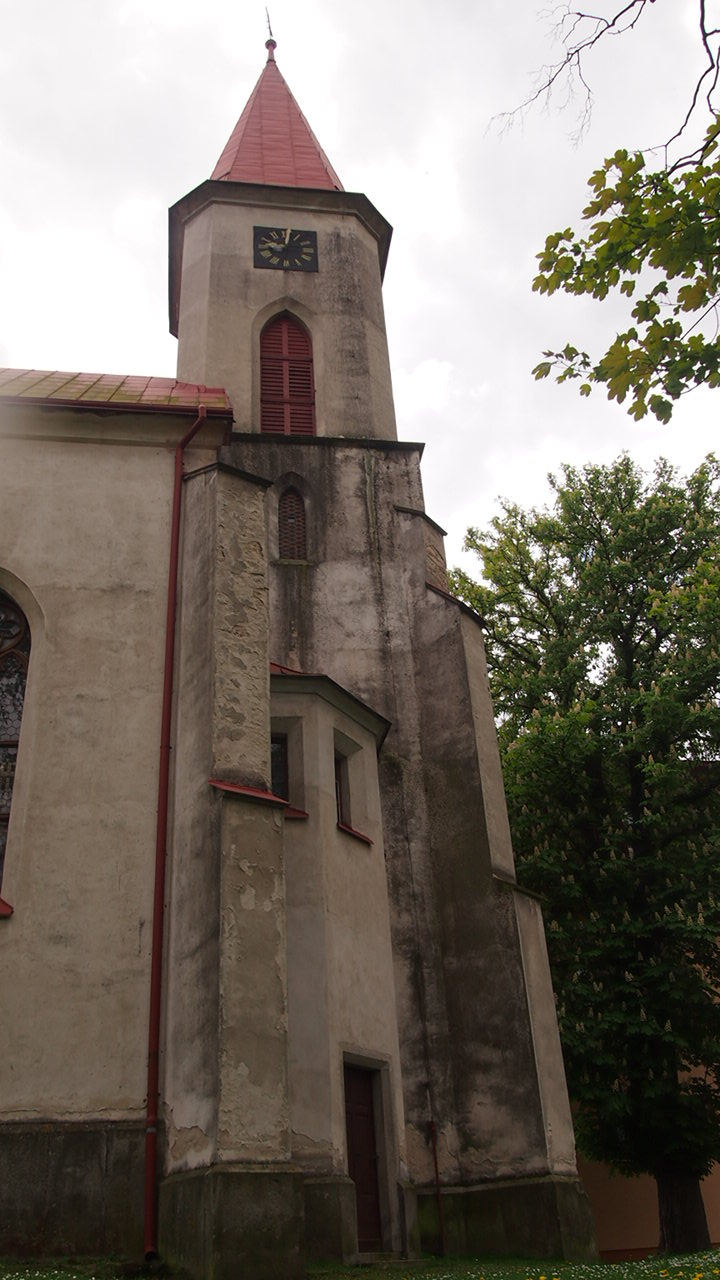
Věž kostela
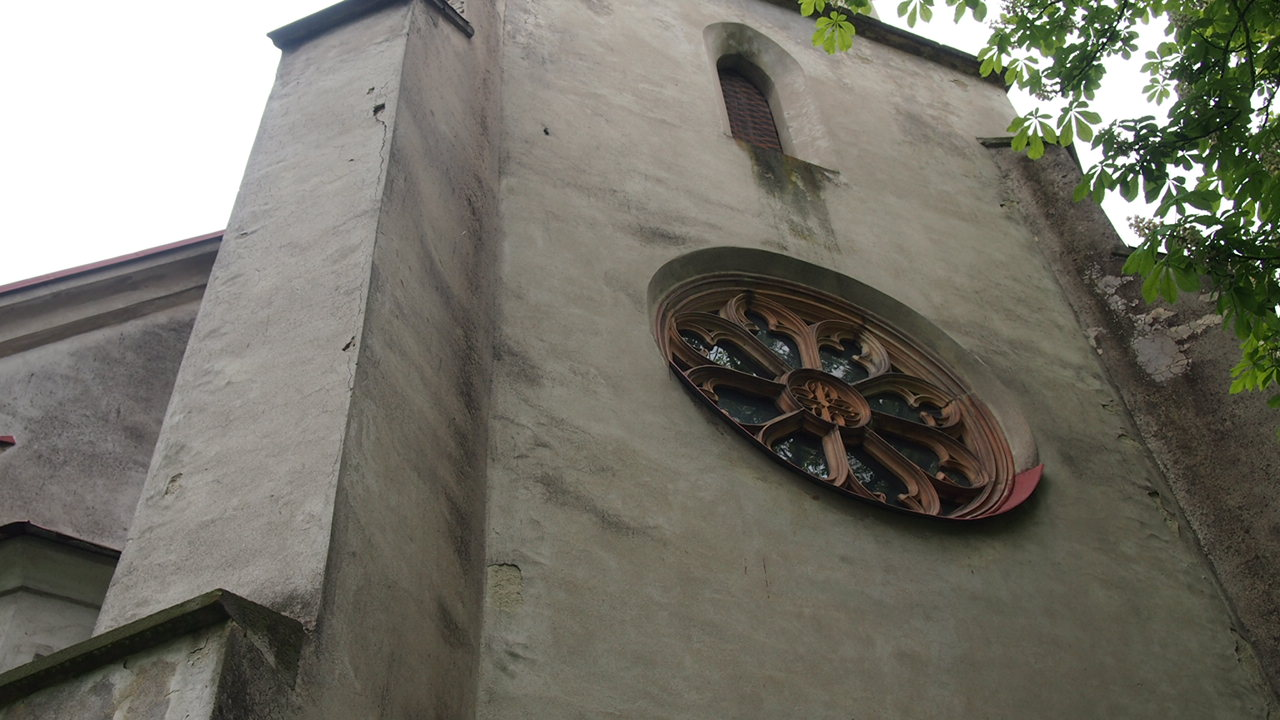
Rozeta osvětlující věž
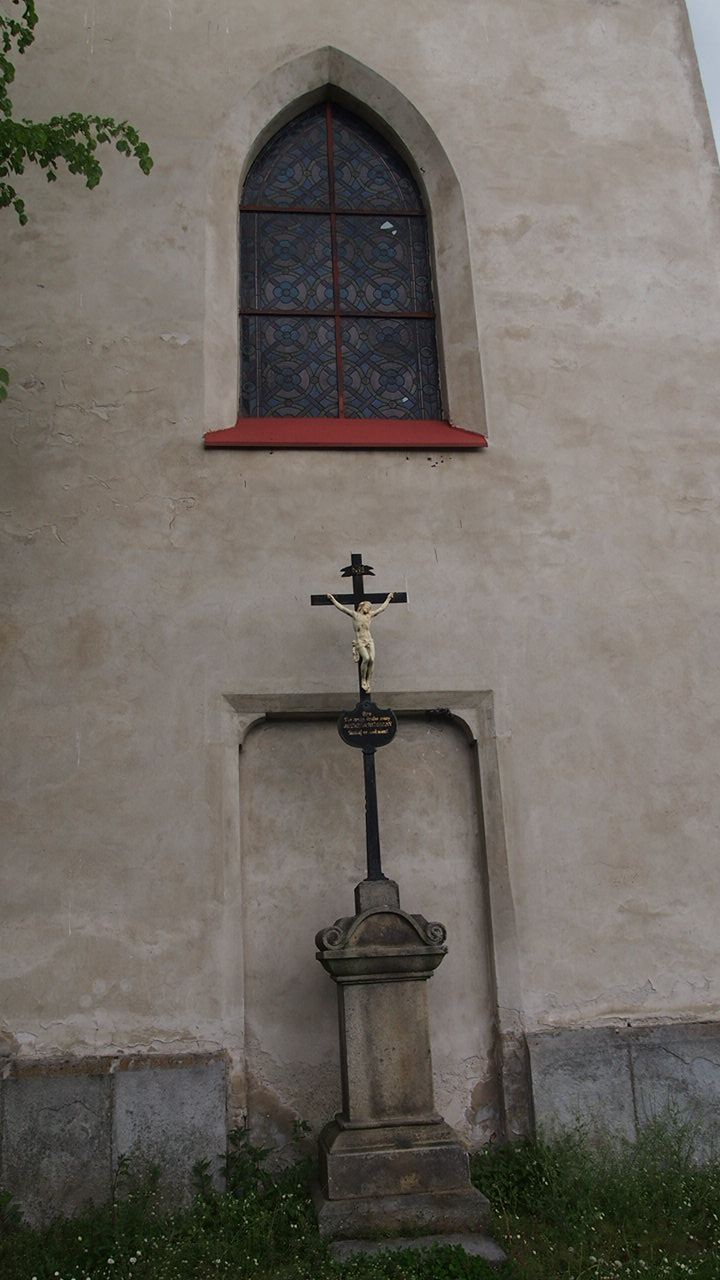
Zazděný portál do transeptu
- Půdorys kostela sv. Bartoloměje